# 8275 Inca
8275 Inca (1990 VR8) là một tiểu hành tinh vành đai chính được phát hiện ngày 11 tháng 11 năm 1990 bởi E. W. Elst ở Đài thiên văn Nam Âu.